# 粟島村
粟島村（あわしまむら）は、かつて香川県にあった村。

## 地理
- 島嶼:粟島、志々島

## 沿革
- 1890年（明治23年）2月15日 - 町村制施行により三野郡粟島、志々島が合併し、粟島村が発足。
- 1899年（明治32年）3月16日 - 郡の統合により三豊郡に所属。
- 1955年（昭和30年）4月1日 - 三豊郡詫間町、荘内村と合併し詫間町を新設して消滅。